# Ilan De Basso
Ilan De Basso, né le 1er octobre 1969 en Turquie, est un homme politique social-démocrate. Le 13 décembre 2021, il est devenu député européen pour la Suède depuis la démission de Johan Danielsson.

## Biographie
Ilan De Basso grandit à Örebro. Au cours des années 2000-2003, il travaille à Save the Children. Il est également employé de l'organisme suédois pour l'emploi. De Basso est conseiller municipal à Jönköping de 2010 à 2021, et est élu membre du conseil d'administration du parti social-démocrate en 2013 et conseiller municipal de la ville industrielle de Jönköping.
Ilan De Basso est marié à la conseillère régionale Rachel De Basso.